# Герніка (картина)
«Герніка» (ісп. Guernica) — картина іспанського і французького художника Пабло Пікассо, написана в травні 1937 р. на замовлення уряду Іспанської Республіки для павільйону на Всесвітній виставці в Парижі. Тема картини, виконаної в манері кубізму й чорно-білій палітрі, — бомбардування баскійського міста Герніка, яке сталося в квітні 1937 р.
Тоді без жодного попередження німецькі літаки з легіону «Кондор», надісланого Адольфом Гітлером на допомогу Франсіско Франко, провели 3-годинне бомбардування Герніки. Хоча формальною метою атаки був сусідній міст, у Герніці загинуло до 1650 мешканців і близько 900 були поранені. За словами очевидців, тих, хто намагався втекти з-під бомб, обстрілювали з бортових кулеметів.
Вражений цією подією, Пікассо лише за три тижні створив велике в прямому (3.5х8.5 метрів) і переносному значенні полотно, в котрому передав жах війни й негуманного ставлення людини до собі подібних.
1939 року картину виставили в іспанському павільйоні на Паризькій міжнародній виставці, а потім надіслали до Нью-Йорку для експонування в рамках акції зі збору коштів для Іспанського комітету опору. З початком 2-ї Світової війни Пікассо розпорядився, щоби «Герніка» й інші його роботи були прийняті на збереження Музеєм сучасного мистецтва (Нью-Йорк). Після війни більшість його робіт повернуто в Європу, а «Герніку» Пікассо попросив зберігати й надалі до «відновлення в Іспанії громадянських свобод».
Франсіско Франко залишався диктатором Іспанії аж до самої смерті Пікассо (1973), і за цей час митець жодного разу не відвідав Батьківщину, попри деяке послаблення режиму в 1967 році. Франко помер 1975 року, через два роки по смерті Пікассо, і в країні відновили конституційну монархію. Король Хуан Карлос I започаткував демократичні перетворення, і восени 1981 року колишній адвокат Пікассо дав дозвіл на перевезення картини на Батьківщину. Її передали музею Прадо в Мадриді, де експонували на виставці, присвяченій 100-річчю художника.
1992 року разом з іншими мистецькими творами 20 століття «Герніку» перенесли в Музей королеви Софії (Мадрид), де вона зберігається нині.
Численні баскійські організації виступають проти перебування «Герніки» у Мадриді. Ці вимоги особливо активізувалися після відкриття в Більбао відділення нью-йоркського Музею Гуггенгайма.

## Картина
Герніка — полотно, написане олійними фарбами в сірих, чорних та білих тонах, заввишки 3.5 метрів та завдовжки 7.8 метрів. Картину можна побачити в Музеї королеви Софії (Мадрид). За задумом Пікассо картина мала привернути увагу світу до бомбардування міста басків Герніка німецькими бомбардувальниками, котрі підтримувалися Національною армією генерала Франко під час Громадянської війни в Іспанії. Пікассо завершив картину в середині червня 1937 року.
Пікассо зображує стражденних людей, тварин, та будівлі, котрі виділяються серед насильства та хаосу.
- Загальна сцена картини розміщується в кімнаті, де у відкритому кінці зліва стоїть бик з широко розкритими очима над жінкою, котра сумує за мертвою дитиною у неї на руках.
- У центрі картини розміщується кінь, який падає в агонії від того, що пронизаний списом. Центральним фокусом картини є велика cяюча рана в боці коня.
- Два «приховані» зображення сформовані конем з'являються в картині:
  - Людський череп на тілі в коня.
  - Бик, сформований нижньою частиною коня. Голова бика сформована в основному по передній нозі коня, коліно якої стоїть на землі. Колінна чашечка ноги проявляється у формі носа голови бика, а ріг розміщений у грудях коня.
- Хвіст бика схожий на полум'я з димом, у вікні створюється більш сірий, світліший відтінок, ніж у кімнаті.
- Під конем лежить труп розчленованого солдата, який лежить на декількох відрубаних руках. Одна з них досі тримає меч, з якого росте квітка.
- На відкритій долоні загиблого солдата є стигма, символ мучеництва, отримані стигмати від Христа.
- Лампа над головою в коня зображена на взір ока.
- У правій верхній частині коня перелякана жіноча фігура, яка, судячи з усього, запливла в кімнату через вікно. Її руки, які також плавають, несуть гасову лампу. Лампа стоїть дуже близько до ліхтаря і є символом надії.
- Праворуч з побожним страхом жінка бродить по напрямку до центру плаваючої жіночої фігури. Вона дивиться прямо на запалену лампу.
- Кинджали, якими замінено язики бика, коня та скорботної жінки.
- Птах, можливо, голуб, стоїть на полиці за биком у паніці.
- На правому краї фігура з піднесеними руками з жахом потрапляє в пастку вогнем зверху і знизу.
- Темні стіни з відкритими дверима визначають правий кінець картини.